# Poëziereeks De Windroos
De Windroos is een Nederlandse poëziereeks, in 1950 gestart door redacteur-dichter Ad den Besten.

## Geschiedenis
Volgens Den Besten was na 1945 de poëzie in een dwangpositie geraakt; er was sprake van een bestsellerjacht waartoe uitgevers, boekhandelaren en publiek elkaar opdreven. Het bescheiden geluid van de poëzie kon niet op tegen de 'fanfaronnades' van de bestsellers. Vooral jonge dichters zagen zich voor barrières gesteld. Met De Windroos wilde hij een publicatieforum bieden aan jonge dichters, ongeacht hun poëtische richting.
De reeks werd heropgericht in 2004 door C. Breukers. Vanaf najaar 2005 tot begin 2012 werd de redactie gevoerd door Henk van Zuiden. De reeks werd vanaf het begin uitgegeven door Uitgeverij Holland. Vanaf 2004 werd gepubliceerd in series van vier bundels. In 2011 werd de laatste bundel gepubliceerd: De Windroos staat nu stil. Mogelijk wordt de reeks op een later tijdstip voortgezet.

### Van 1950 tot en met 1972
Onder redactie van Ad den Besten:
1. W.J. van der Molen (1923-2002), Sous-terrain; 1950
2. Guillaume van der Graft (pseudoniem van Willem Barnard 1920-2010), Mythologisch; 1950
3. J. Meulenbelt (?), Plattegrond; 1950
4. Nico Verhoeven (1925-1974), Gij zijt; 1950
5. Michael Deak (pseudoniem van Simon Kapteijn 1920), Aphroditis; 1950
6. H.J. van Tienhoven (1923-1990), Kristalkijken; 1950
7. Jan Wit (1914-1980), Rites de passage; 1950
8. Simon Vinkenoog (1928-2009), Wondkoorts; 1950
9. J.W. Schulte Nordholt (1920-1995), Levend Landschap; 1950
10. Bergman (pseudoniem van Aart Kok 1921-2009), Modus Vivendi; 1950
11. Paul Rodenko (1920-1976), Gedichten; 1951
12. Hans Andreus (pseudoniem van J.W. van der Zant 1926-1977), Muziek voor kijkdieren; 1951
13. Guillaume van der Graft (zie nr. 2), Landarbeid; 1951
14. Remco Campert (1929-2022), Vogels vliegen toch; 1951
15. W.J. van der Molen (zie nr. 1), Voor dovemansoren; 1951
16. Hans Warren (1921-2001), Eiland in de stroom; 1951
17. C. Buddingh' (1918-1985), Water en vuur; 1951
18. Jan Hanlo (1912-1969), The varnished – Het geverniste; 1951
19. H.J. van Tienhoven (zie nr. 6), Wichelroedelopen; 1951
20. Harriet Laurey (1924-2004), Lorely; 1952
21. J.B. Charles (pseudoniem van W.H. Nagel 1919-1983), Het geheim; 1952
22. Gerrit Kouwenaar (1923), Achter een woord; 1953
23. Coert Poort (1922), Twee gedichten; 1953
24. Sybren Polet (pseudoniem van Sybe Minnema 1924), Demiurgasmen; 1953
25. J.W. Schulte Nordholt (zie nr. 9), Tijd voor eeuwigheid; 1953
26. Jan Boelens (1928), Unvollendet; 1953
27. Guillaume van der Graft (zie nr. 2), Vogels en vissen; 1953
28. Hans Warren (zie nr. 16), Vijf in je oog; 1954
29. Jaap Harten (1930), Studio in daglicht; 1954
30. W.J. van der Molen (zie nr. 15), De onderkant van het licht; 1954
31. Jan Wit (zie nr. 7), In de metalen stier; 1954
32. Leo Herberghs (1924), Met aarden vingers; 1955
33. Nico Scheepmaker (1930-1990), Poëtisch fietsen; 1955
34. Coert Poort (zie nr. 23), Een kleine dag voor mijzelf; 1955
35. Sonja Prins (1912-2009), Het geschonden aangezicht; 1955
36. Cor Stutvoet (1906-1990), Gedichten; 1955
37. Mea Strand (pseudoniem van Tientje Louw 1919-2003), Orion; 1956
38. Guus Valleide (pseudoniem van Guus Vleugel 1932-1998), Zon, maan en hun verwend publiek; 1956
39. Gerrit Kouwenaar (zie nr. 22), Hand o.a.; 1956
40. Johan van Nieuwenhuizen (1926-2001); Credo van de waterman, 1956
41. Hans Andreus (zie nr. 12), Variaties op een afscheid; 1956
42. Guillaume van der Graft (zie nr. 2), Woorden van brood; 1956
43. C. Buddingh' (zie nr. 17), Lateraal; 1957
44. Ed. O. Roletto (pseudoniem van Ed van Otterloo 1932), Grootworden, toenaderen, buigen; 1957
45. Nico Scheepmaker (zie nr. 33), De kip van Egypte; 1957
46. Frank Daen (pseudoniem van I.F. de Haan 1918), De bruikbaarheid van de tijd; 1957
47. H.J. van Tienhoven (zie nr. 6), Flessengroen; 1958
48. Sybren Polet (zie nr. 24), Organon; 1958
49. Coert Poort (zie nr. 23), De koning van Wezel; 1958
50. Karel N.L. Grazell (1928), Narcissus in demon; 1958
51. J.W. Schulte Nordholt (zie nr. 9), Het eenvoudig gezaaide; 1958
52. Jan Boelens (zie nr. 26), Liturgisch; 1959
53. Guus Valleide (zie nr. 38), Fluitles; 1959
54. Mischa de Vreede (1936-2020), Met huid en hand; 1959
55. Inge Tielman (1931-2015), Leg je oor aan; 1961
56. Huub Oosterhuis (1933-2023), Uittocht; 1961
57. Coert Poort (zie nr. 23), Mannenwerk; 1961
58. Jan Verhoef (1933), Requiem; 1961
59. Guillaume van der Graft (zie nr. 2), Een stadsmens; 1961
60. Hans Andreus (zie nr. 12), Groen land; 1961
61. Wim Brinkman (1936), Negev; 1962
62. Huub Oosterhuis (zie nr. 56), Groningen en andere gedichten; 1962
63. Peter Berger (1936-2000), Deze voorlopige naam; 1962
64. Hans Andreus (zie nr. 12), Aarde; 1962
65. Otto Dijk (1925-2004), Traumagie; 1962
66. Jan Wit (zie nr. 7), Revalidatie; 1962
67. Peter Berger (zie nr. 63), Perm; 1965
68. Henk Kooijman (1928-1988), Dorpsbewoner; 1965
69. Fem Rutke (pseudoniem van Nelly Francés-Meijer 1934-1991), Even kijken in de aarde; 1965
70. Alexander West (1938), Geen andere wereld; 1965
71. H.J. van Tienhoven (zie nr. 6), Neomagisch; 1965
72. Tom Naastepad (1921-1996), Het zevende jaar; 1965
73. Inge Tielman (1931-2015), Deelbaar licht; 1966
74. Nico Verhoeven (1925-1974), De eendere dingen; 1966
75. Maria de Groot (1937), Rabboeni; 1966
76. Hendrik van Teylingen (1938-1998), De baron fietst rond; 1966
77. Jan Verhoef (zie nr. 58), Iemandsland; 1966
78. Dick Steenkamp (1924-1980), Het koninkrijk raakt uit de tijd; 1966
79. Leo Herberghs (zie nr. 32), Lessen in landschap; 1968
80. Jan van Harten (1924-2007), Het ritselt; 1968
81. Maria de Groot (zie nr. 75), Liedboek voor Kevin; 1968
82. M. Coenraads (1940), Varen groene veer; 1968
83. Peter Berger (zie nr. 63), Op tegenspraak; 1968
84. Jos van Hest (1946), Tegen beter weten; 1968
85. Saul van Messel (pseudoniem van Jaap Meijer 1912-1993), Het geluid hing te trouwen; 1972
86. Jozef Eijckmans (1907-1996), Onmenselijk reiziger; 1972
87. Cees de Jong (1931), Gaten in de muur; 1972
88. Piet van Veen (1944), Het oog is wandelaar; 1972
89. Henk Kooijman (zie nr. 68), Onhistorisch uitzicht; 1972
90. Henk Chr. Puls (1937), Gedichten; 1972

### Van 1979 tot en met 1990
Onder redactie van Jan van der Vegt:
1. Boccarossa (ps. van Margreet Hirs, 1941), Ik rijd uit met een zweep; 1979
2. Frans Kuipers (1942), Van A tot en met Z; 1979
3. J.H. van Dijk (1930), Fall-out; 1979
4. Margot H. de Hartog (1920), Oor aan het hart; 1979
5. Jozef Eyckmans (zie nr. 86), De omtrek van een woord; 1979
6. Johan van den Berg (1939), Het mondeling tekort; 1979
7. Boccarossa (zie nr. 91), Een scherf in mijn hand; 1980
8. Job Degenaar (1952), Het wak; 1980

Onder redactie van Pim de Vroomen:
1. Wenda Focke (?), Sirius stijgt; 1983
2. Tiele Rümke (1929), Enkele reis; 1983
3. Margot H. de Hartog (zie nr. 94), Leven zonder huis; 1983

Onder redactie van Uitgeverij Holland:
1. Hans Andreus (zie nr. 12), Zoon van Eros, 1986
2. Hans Andreus, (zie nr. 12), Al ben ik een reiziger, 1987
3. Mieke Tillema (1944), Het genot van het surplus; 1988
4. Fetze Pijlman (1946), Door het donker van een kamer; 1989
5. Nachoem M. Wijnberg (1961), De simulatie van de schepping; 1989
6. Johanna Kruit (1940), De omtrek van een antwoord; 1990
7. Mieke Tillema (1944), Overzettingen; 1990
8. Nachoem M. Wijnberg (zie nr. 106), De voorstelling in de nachtclub; 1990

### Vanaf 2004
Onder redactie van Chrétien Breukers:
1. Catharina Blaauwendraad (1965), Niet ik beheers de taal; 2004
2. Eva Cox (1970), Pritt.stift.lippe; 2004
3. Paul Janssen (1960), Instructies voor een ober; 2004
4. Han van der Vegt (1961), Ratel & Experimenten; 2004
5. Maarten Das (1980), De voddenman zingt; 2005
6. Fred Papenhove (1956), De rode soldatenvis, 2005
7. Richard Steegmans (1952), Ringelorend zelfportret op haar leeuwenhuid; 2005
8. Guido van der Wolk (1980), Fluim; 2005

Onder redactie van Henk van Zuiden:
1. Robin Block (1980), Bestialen; 2005
2. Sander Koolwijk (1975), Onder dak; 2005
3. Pom Wolff (1953), je bent erg mens; 2005
4. Tom Zinger (1974), Rauw Boy Blues; 2005
5. Roland van den Bergh (1959), Koudwatervrees; 2006
6. Bies van Ede (1957), Naar huis; 2006
7. Steven Graauwmans (1972), Uitzicht Lotto; 2006
8. Erwin Vogelezang (1971), Bladluis; 2006
9. Nanne Nauta (1959), Dit is de regel; 2006
10. Theo Olthuis (1941), De klik van de riem; 2006
11. Ruth van Rossum (1960), Eilandranden; 2006
12. Charlotte Scholten (1959), Een nest bloedsinaasappels; 2006
13. Laura Demelza Bosma (1986), Zo vliegen de walvissen; 2007
14. Frits Criens (1949), Verloren kost; 2007
15. Miek Hoekzema (1973), Stroboscoop; 2007
16. Gerrit Massier (1944), Zacht graniet; 2007
17. Gerard B. Berends (1946), Een olifant op het strand; 2007
18. Jasoro (1970), Ashoop/Versvuur; 2007
19. Marco Nijmeijer (1964), Een bed van boomkruinen en vogels; 2007
20. Joanna Werners (1953), Sluimerende schaduwen; 2007
21. Fred Bloemink (1945), Landtong; 2008
22. Sandra Burgers (1969), Ongewerveld; 2008
23. Wilma van den Akker (1960), Nageljongenstraat; 2008
24. Hedwig Selles (1968-2022), IJzerbijt; 2008
25. Yassine Salihine (1976), Digitaal; 2009
26. Sander Terbruggen (1972), Fantoom; 2009
27. Miel Vanstreels  (1951), Godsheide; 2009
28. Nina Werkman (1947), Antidata; 2009
29. Theun de Winter, Tijd winnen; 2011
30. Sander Koolwijk (1975), De Patroon van dit huis; 2011
31. Rabin Gangadin (1956), De stadswandelaar; 2011
32. Cilja Zuyderwyk (1949), Exotisch verblijf; 2011